# Колоњола аи Коли
Колоњола аи Коли је насеље у Италији у округу Верона, региону Венето.
Према процени из 2011. у насељу је живело 2308 становника. Насеље се налази на надморској висини од 79 м.

## Становништво
| 1951. | 1961. | 1971. | 1981. | 1991. | 2001. | 2011. |
| ----- | ----- | ----- | ----- | ----- | ----- | ----- |
| 4.874 | 4.806 | 4.499 | 5.943 | 6.606 | 6.913 | 8.141 |